# Marek Wójcik (ur. 1954)
Marek Jan Wójcik (ur. 24 stycznia 1954 w Częstochowie) – polski związkowiec, poseł na Sejm III kadencji.

## Życiorys
Posiada wykształcenie średnie ogólne, ukończył w 1993 Centrum Kształcenia Ustawicznego. Od 1970 pracował w wydziale remontowym Huty im. Bolesława Bieruta (następnie działającej pod nazwą Huta Częstochowa). W 1980 wstąpił do „Solidarności”, w stanie wojennym został internowany na okres od 13 grudnia 1981 do 29 czerwca 1982. Po zwolnieniu działał w podziemnych strukturach związku, w 1985 (razem z Jarosławem Kapsą) założył jawny Komitet Obrony Interesów Społeczeństwa Regionu Częstochowa. W latach 1989–2002 był członkiem zarządu regionu NSZZ „S”, w 1991 stanął na czele komisji zakładowej w Hucie Częstochowa. W 1998 zaczął kierować międzywydziałową komisją zakładową.
Pełnił także funkcję posła III kadencji wybranego z listy Akcji Wyborczej Solidarność (1997–2001).